# Kamāmalu

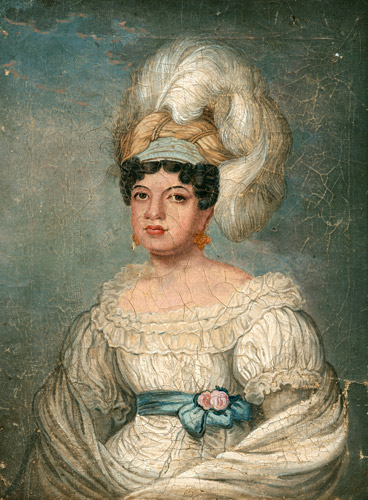
Kamamalu

Kamamalu eller Victoria Kamamalu, född 1802, död 1824, prinsessa och drottning av Hawaii. Dotter till Kamehameha I. Gift med sin halvbror Kamehameha II. 
Hon var en av sin brors fem fruar: han var även gift med deras två systrar och två av hennes brorsdöttrar, men hon var hans favorit. 1823 deltog hon i hans högtidliga kröningsprocession. Hon lät 1823 tatuera sin tunga för att uttrycka sin sorg över sin svärmors död. 1824 gjorde hon ett statsbesök i London med maken. Hon dog av mässling under besöket.    